# Cerastium araraticum
Cerastium araraticum är en nejlikväxtart som beskrevs av Franz Josef Ivanovich Ruprecht. Cerastium araraticum ingår i släktet arvar, och familjen nejlikväxter. Inga underarter finns listade i Catalogue of Life.